# NHKワールド・ラジオ日本
NHKワールド・ラジオ日本（エヌエイチケイワールド・ラジオにっぽん、英語: NHK World Radio Japan）は、日本放送協会（NHK）による海外向けサービス「NHKワールド JAPAN」のラジオ国際放送チャンネルである。地上基幹放送の短波放送および、衛星デジタルラジオ放送を行っている。ラジオジャパン（英: Radio Japan、略称：RJ）とも呼ばれる。現在18の言語で放送されている。
この項目では「NHKワールド・ラジオ日本」の前身や、NHKの国際ラジオ放送の歴史についても記述する。

## 受信方法
短波放送の場合
- 短波受信機もしくはHF無線機

一応日本国内でも短波の受信は可能であるが、短波の電波伝搬の性質上、八俣送信所（KDDI所有・茨城県古河市）からの放送は海外向け短波放送特有のスキップ現象のため、電波が入感しにくい地域・季節・時間帯が存在する。逆に海外の送信所からの放送が受信良好な場合もある。なお、NHKは国内からの受信報告には通常、受信確認証（ベリカード）を発行していない（後述）。
衛星ラジオ（デジタルラジオ）の場合
- 直径2〜6メートルのパラボラアンテナ
  - 日本国内の場合は東経166度にあるインテルサット8号機受信用パラボラアンテナでも受信可能

- CバンドのLNB
- DVB仕様またはハイビジョン方式に対応したDVB-S2仕様のデジタルチューナー

衛星受信の場合の受信設備はNHKワールドTV、NHKワールド・プレミアムのテレビ放送を見る場合と同様である。終日ノンスクランブルで受信できるようになっている（以前は終日、スクランブルが掛けられていた）。デジタルチューナー等の受信設定によりNHKワールドTVが受信できる状態であれば、日本国内を含めてどこでも受信可能である。デジタルラジオでは終日、常に受信したチャンネルで日本語放送が聴取できる。日本国内で衛星ラジオを受信すると、国内向け放送・海外向け放送のすべてのラジオ放送番組を高音質で聴取することができる。なお海外中継局に衛星配信している都合上、日本語による短波放送の周波数案内、次の日本語放送の開始時間の告知（9時前と14時前）などもそのまま流れる。
また衛星放送のうちの「24時間英語ラジオ」では、アプリと同様に、NHKワールドTVの英語番組を同時に放送（日曜日の一部などはラジオ独自番組、原則金曜日の日本国際放送単独制作枠の時間帯は著作権の関係でフィラー音源に差し替え）されている。
インターネットでもニュース番組を中心にストリーミングサイマル配信が実施されている。

## 沿革

### 概説
1934年（昭和9年）に、名崎送信所から試験的に、東京中央放送局（JOAK 現・NHK放送センター）の番組を、当時日本の統治下にあった朝鮮半島・台湾などの外地や満洲国へ向けた同時放送を行った。この放送は、外地だけでなく世界各地で聞かれ、受信報告書が送られた。
そこで、1935年（昭和10年）のJOAK開局10周年の事業の一環として、日系人が多く住むアメリカ大陸向けの放送を実施することを決定。同年6月1日10時30分 - 11時30分（日本時間）、名崎送信所より20キロワット送信機1台、周波数14600キロサイクル（キロヘルツと同じ）で、日本語と英語による1時間のラジオ番組が、北アメリカ西部・ハワイ州向けに短波で送信され、日本の国際放送（当時は海外放送と呼んだ）の幕開けとなった。当日の番組は次の通り。
- 10:30 - 日本語と英語による放送開始のアナウンス
- 10:40 - 海外向け放送開始に際して、当時の社団法人日本放送協会会長・岩原謙三による挨拶
- 10:50 - 上記岩原の挨拶の英語訳放送
- 10:55 - 英語によるニュース（カレント・トピックス）
- 11:00 - 吹奏楽「観兵式分列行進曲」、長唄「越後獅子」
- 11:20 - 日本語によるニュース
- 11:25 - 翌日の放送番組予告、国歌「君が代」斉唱、日本語と英語による放送終了のアナウンス

なおこの当時は、短波放送は季節ごとに電波の伝わりが変わることから、季節の変わり目を見て周波数を変更しており、夏場は14600キロサイクル、冬場は10660キロサイクル、春と秋の中間期はこの2つの周波数を併用していた。
社団法人日本放送協会（現在の日本放送協会の前身）による海外放送は開始当初、正式な呼称がなかったが、やがて非公式に「ラジオ・トウキョウ（Radio Tokyo）」が使用されるようになり、1941年（昭和16年）1月に公式に定着した。なお、当時、欧米において同盟通信社によるモールス信号を使ったニュース送信が「トウキョウ・ラジオ（Tokyo Radio）」と呼ばれており、歴史書などで混同されることが少なくない。なお、この「ラジオ・トウキョウ」の呼称は、後に1951年（昭和26年）に同名で開局した民放局の東京放送およびTBSラジオとは無関係である。
1941年（昭和16年）1月、英語によるニュース放送「カレント・トピックス」が廃止。一方で、大陸に展開する陸軍将兵向けのラジオ放送が始まった。好評を得たことから、翌2月からは土曜日の18時から20時までの間、海上に出動している海軍向けの放送も始まっている。放送内容は国技館からの中継のほか演芸など兵士らの希望を参酌して編成された。また、いわゆる「東京ローズ」に代表される連合国向けのプロパガンダ放送も実施し、玉音放送の英訳もこの放送を通じて伝えられた。
社団法人日本放送協会の海外向け放送は、終戦直後の1945年（昭和20年）9月2日に連合国軍最高司令官総司令部（GHQ）の命令によって9月4日中止された。1950年（昭和25年）、放送法が施行されると、社団法人日本放送協会は解散し、業務を継承した特殊法人の日本放送協会（NHK）が発足する。この後の1952年（昭和27年）2月、「ラジオ日本（ラジオニッポン、Radio Japan）」として海外向け放送を再開する。
1996年（平成8年）6月、NHKの機構改革とともに名称が「NHKワールド・ラジオ日本」となった。
先進国での衛星テレビやケーブルテレビ、ブロードバンド・インターネットの普及やNHK新生プランを受け、先進国への放送はインターネットでのストリーミングサイマル配信および衛星テレビ（NHKワールドTV、NHKワールド・プレミアム、テレビジャパンなど）での放送を重視することになり、2007年10月1日より、ロシアを除く欧州・北米・ハワイ向けの日本語放送の廃止など、先進国向けの放送を中心に大幅な放送波の削減を行った。代替手段として、放送衛星を使用したデジタルラジオチャンネルが放送開始された。
2017年現在、国際放送独自制作の番組はニュース（11時台、13時台、土日祝16時台、平日18時台の時間帯のみ）と海外安全情報、それに周波数案内のみとなっている。

### 年表
- 1930年10月27日 - 国際交換放送を開始（検見川送信所）
- 1934年
  - 4月29日 - 名崎送信所の使用を開始（検見川送信所の使用はこの日をもって終了）
  - 6月1日 - 満洲及び台湾向け定時国内放送短波中継業務を開始（外地中継放送・外地連絡放送）
- 1935年6月1日 - 北米西部・ハワイ向け海外放送を開始（日本語・英語）[5]

※社団法人日本放送協会の英称は"THE BROADCASTING CORPORATION OF JAPAN"
- 1937年4月1日 - 海外放送でフランス語の使用を開始（4月2日にドイツ語、8月3日にスペイン語、8月23日に中国語も放送開始）

※この頃から「ラジオ東京（Radio Tokyo）」の呼称を使用（フランス語放送が最初）
- 1938年1月3日 - 海外放送でポルトガル語の使用を開始（8月15日にオランダ語も放送開始）
- 1939年6月30日 - JOAKの呼び出し符号を廃止。オルゴール音に置き換え[6]。
- 1940年6月1日 - 海外放送でヒンディー語の使用を開始（6月3日にビルマ語・タイ語、8月1日に広東語も放送開始）
- 1940年11月1日 - 八俣送信所の使用を開始
- 1941年
  - 1月1日
    - 在外放送でアラビア語・イタリア語・福建語・マレー語の使用を開始（12月18日にタガログ語も放送開始）
    - 外地中継放送・外地連絡放送を「東亜中継放送」に改称

  - 1月 - 「ラジオ東京」の呼称が公式に定着（社団法人日本放送協会の世界向け広報誌の誌名として使用）
  - 12月8日 - 太平洋戦争（真珠湾攻撃）勃発。日本標準時4時、大本営陸海軍報道部からの命令により、日本語の暗号放送「西の風、晴れ」（“日米開戦不可避、在外公館（在アメリカ合衆国日本国大使館）は機密書類を処分せよ”の意味）を送出するも、アメリカ軍に全て解読されていた[要出典]。この日から、大本営発表を世界向けに放送
- 1942年
  - 4月1日 - 在外放送でタミル語の使用を開始（8月16日にトルコ語、10月11日にペルシャ語、12月3日にウルドゥー語、12月5日にロシア語も放送開始）
  - 9月1日 - 東亜中継放送を「東亜放送」に改称
- 1943年7月2日 - 在外放送でベンガル語の使用を開始（8月1日にグジャラチ語も放送開始）
- 1945年
  - 8月15日 - 日本の降伏に際し、世界に玉音放送（ポツダム宣言の受諾告知と降伏決定の声明）、日本軍への停戦命令を送出 ※永世中立国を通じての外交交渉しか残されておらず、第二次世界大戦で連合国と接触する手段がなかったため、大日本帝国が外交声明を発表する手段は、短波放送しかなかった。
  - 9月4日 - 連合国軍最高司令官総司令部（GHQ）の指令により、世界向け外国語放送を停止
  - 9月10日 - GHQの指令により、全世界向け日本語放送停止[注 1]
- 1950年6月1日 - 放送法施行により、社団法人日本放送協会を解散。特殊法人としての日本放送協会が発足し、一切の権利義務を継承
- 1952年2月1日 - 世界向け日本語放送を再開（呼称は「ラジオ日本（ラジオニッポン、Radio Japan）」）

### コールサイン
コールサインは、名崎送信所にはJOA6〜JOA21、八俣送信所にはJOB6〜JOB21がそれぞれ割り当てられている（いた）が、実際の放送ではこのコールサインの放送はされていない。

## 放送状況
春季と秋季で、また各放送波により、放送時間を変更するため、統一の基本番組表は設けられない。
国際放送局による独自制作では開始冒頭と終了時に「こちらはNHKワールド・ラジオ日本、NHKの国際放送です。東京からニュースをお伝えします（お伝えしました）」というアナウンスがある（かつてはニュース終了後に現在放送中の短波放送の周波数もアナウンスしていた）。国内同時放送ではテレビ国際放送とは異なり、オリンピックやFIFAワールドカップ期間中でも時差放送などの差し替えは一切行わず、ニュース番組の国内同時放送でもテレビ・ラジオの中継音源はそのまま放送される。
放送休止の時間帯は次の放送開始までインターバルシグナル（IS）をエンドレスで流している。
「NHKワールド・ラジオ日本」の放送では長らく、日本語と英語を用いた全世界向け「ゼネラルサービス（ジェネラルサービスとも）」と、各言語の対象地域向けの「リージョナルサービス」の2種類の編成方針を設けていた（後述）。
2007年の放送波削減後、短波による日本語放送の1日通算放送時間は20時間のまま変更はないが、日本語による独自制作番組は大幅に縮小された。独自制作番組はニュース（11時台、13時台、平日18時台の時間帯のみ）、海外安全情報、周波数案内にとどまり、大半の放送時間が国内向けラジオ第1放送（一部FM放送を含む）の同時放送とラジオ第1放送、第2放送、FM放送および地上デジタルラジオ実用化試験放送の録音番組の時差放送（主にラジオ第1放送の同時放送が国会中継などでできない時間帯）に充てられた。

### ニュース番組
- 日本語放送のニュースには、NHKラジオ第1放送（NHKラジオセンターのニューススタジオから）と並行で送出されるもののほかに、ラジオ日本独自のものがあるが、原稿内容はともに報道局（ニュースセンター）が制作したものである。担当は主にOBアナウンサー（日本語センター専属・嘱託職員・シニアスタッフ・契約出演者）が務めるが、まれに正職員のアナウンサーが入る場合もある。
- ラジオ日本のストレートニュースは、一日の放送で最も早い回のものだけが生で、その後、日本語以外の言語は原則として録音で繰り返される。また、昼から夜にかけて広い時間帯で放送されている場合は、昼の部、夜の部で別のニュースを放送する。この場合も、夜のもっとも早い時間のニュースがその後の回でも用いられる。また、NHKラジオ第2放送で放送されている英語・中国語・韓国語・スペイン語・ポルトガル語ニュースは、その後の時間帯の国際放送でも繰り返し使われる。担当は国際部の各言語アナウンサーであり、作業ローテーションの中に組み込まれている。なお、NHKの正職員以外の契約アナウンサーが担当する場合もある。ラジオ第2での放送時間については後述の項と、NHKラジオ第2放送・番組の一覧を参照。
  - 前述の理由により、たとえば朝鮮語放送、中国語放送、ロシア語放送では、生放送の当番アナが置けない時間帯の放送については、冒頭10分のニュースを削除して、録音部分（20分間）だけを放送している。ただし、それらの前後には必ず時間枠の余裕が設けてあり、緊急時にはすぐにニュース枠を拡大できる。

### ゼネラルサービスとリージョナルサービス
- 対象地域を限定しない「ゼネラルサービス」はあくまで編成上の考え方で、実際の送信は対象地域を決めて、最適の時間帯・周波数を選んで放送されている。
- 以前の英語放送は日本時間奇数時（国際協定時偶数時）からの1時間を基本としていたが、テレビ国際放送の普及に伴い、現在は放送時間が削減されており、2022年4月現在においては、以下の時間帯に放送されている。（以下の時間帯は日本時間）[7]
  - 月曜12:00-12:05
  - 平日13:30-14:00、土・日曜14:00-14:30（ニュースのみ日本国内向けラジオ第2放送と同時生放送）
  - 16:40-16:55（土・日-17:00まで）
  - 18:00-18:35（土・日-18:30まで）
  - 23:00-23:30
  - 翌日3:00-3:30
  - 同4:30-5:00

ニュースは生放送（3:00と4:30は緊急を要しない場合23:00からのものをそのまま再放送する）。それ以外は原則として13:30-14:00（土・日14:00-14:30）の放送を繰り返し再放送する。
またラジオ独自の英語放送とは別に、NHKワールドTVの音声をテレビと同時に流す「24時間英語ラジオ」のサービス（国外の衛星放送向け、及び一部互換スマホアプリのみ）が行われている。ただし日本国際放送（JIB）製作の番組は著作権管理上配信されていない他、土・日の一部はラジオ放送独自番組に差し替えられている時間もある。
- 日本語放送は原則国内のラジオ第1放送と同じ内容を放送するが、次の時間帯は国際放送独自の内容を放送している。基本的に対象の55分からの5分間は「海外安全情報」、土曜日11:50と18:50からの10分間は「やさしい日本語で今週の日本（1週間のニュースのまとめ番組）」を放送する。[8]
  - 11:50（日曜のみ11:55）-12:00
  - 12:55-13:00（日曜除く）
  - 13:55-14:00
  - 14:55-15:00（NHKプロ野球・高校野球放送日除く）
  - 15:55-16:00（同上）
  - 16:55-17:00（NHKプロ野球・高校野球・大相撲放送日除く）
  - 17:55-18:00（大相撲放送日除く）
  - 18:50-19:00
  - 19:55-20:00
  - 20:55-21:00
  - 21:55-22:00
  - 22:55-23:00
  - 翌日0:55-1:00
  - 同2:55-3:00
  - 同6:55-7:00
  - 同8:55-9:00（高校野球放送日除く）
  - 同9:55-10:00（日曜と高校野球放送日除く）
  - 同10:55-11:00（高校野球放送日除く）
- 「リージョナルサービス」は内容も対象地域に限定的であり、ポルトガル語とスペイン語の放送では、発祥地のヨーロッパ向けは2012年4月現在行われておらず、それらの言語を利用するラテンアメリカに向けての内容のみを放送している。
- 戦後、長い間「ゼネラルサービス」の放送では、5分間のISにつづいて、古関裕而作曲によるオリジナルテーマ曲（リージョナルサービスとは別の曲）に続いて毎正時から15分間が英語ニュース、毎15分から30分までが日本語ニュースという、切れ切れの24時間放送がおこなわれていた。また、そのうち一日数回だけ、前後半30分ずつを英語と日本語で分けるという時間帯を設けた。

### 過去の放送状況
- 戦前、放送開始ならびに送信系統切替時には、山田耕筰作曲の開始チャイムがテーブルチャイムで演奏され、続いて長唄・越後獅子を管弦楽用に編曲したものが演奏され、放送を開始した。
- 戦前は送信方向ごとに、開始アナウンスに続いて各言語の単番組（ニュース、解説、娯楽などジャンルごと）が数珠つなぎに放送された。番組ごとの独立性は薄かった（今日のコンプレックスに似たものといえる）。
- 1980年代に入り、日本標準時（JST=UTC+9）の奇数時から60分間が日本語放送、同偶数時から60分間が英語放送という24時間の交差編成になったが、1982年からラジオ第1放送の『NHKジャーナル』を並行放送するにあたり、例外的に、日本時間21時台の日本語放送と22時台とドッキングして2時間枠とし、英語放送は23時台と24時台を通した2時間枠にした。
- その後、在外駐在員などの増加と現地からの要望により、日本語放送枠におけるラジオ第1放送の同時放送時間帯は拡大され、2006年以降、ほとんどの日本語放送時間枠で同時放送が実施されている。
  - 『ラジオの製作』1992年3月号の山田耕嗣のコラム「BCLクリニック」によると、このラジオ第1との同時放送の拡大は、試験的に1992年1月の約1ヶ月間、アジア向けに日本時間 6:00 - 9:00の早朝番組『NHKラジオセンター・早朝の部』の同時放送を行い、その時300kWの高出力送信機を使って放送が行われた。その後新たに300kW送信機を建設し、それを活用して1993年以後、ラジオ第1との同時放送（当初は国際放送用の自主制作と並行）を拡充していった。
  - 日本語放送には、かつてゼネラルサービスとは別枠で、「中南米向け」「ハワイ・北米向け」というリージョナルサービスの放送もあり、これらはそれぞれの地域の日系移民を主対象とした放送であった。これらは開局時の編成の名残であり、そのため、早くから、国内向けの演芸・歌謡番組を録音再生放送していた。また、これらの放送は、それぞれの対象地域の、日本語放送局や、日本語新聞社で書き取られ、ソースとして用いられていた。また英語放送の一部もゼネラルサービスと同時放送ながら「北米・ハワイ向けリージョナルサービス」の扱いで放送されたもの、またアジア向けに15分間のダイジェスト版を放送したことが一時あった。
- 自主制作番組が大幅縮小される前までのラジオ日本の番組は、一部のニュース以外はほとんど録音番組であり、たとえば日本語放送では11時放送分、英語放送では12時放送分から更新されていた。また21世紀に入ってから、それ以前のような英語と日本語をセットにしたような編成はなくなり、日本語、英語が並行で放送される時間帯もあった。
- 2007年の放送波削減時、ロシアを除く欧州・北米・ハワイ向けへ短波で放送されていた番組「ちきゅうラジオ」の放送は、同年10月6日放送分よりインターネットでのストリーミング同時配信に切り替えられた。

## 運営状況
NHKは基本的にNHK受信料を徴収しての運営であるが、この国際放送の運営に関しては、受信料収入のほか、日本国政府から交付金という形で、補助金が出ている。
2006年11月10日には菅義偉総務大臣より橋本元一NHK会長に対し、放送法第33条の「NHKに対して放送区域、放送事項、その他必要な事項を指定して国際放送を行うべきことを命ずることができる」という規定に基づき「NHKワールド・ラジオ日本において北朝鮮の日本人拉致被害者へ向けた放送をするよう」命令（その後、「要請」という表現に改めた）された（湾岸戦争当時の「緊急報道」もこのひとつ）。これに基づき、NHKは2007年3月26日から、送信設備に比較的余裕のある時間帯に「しおかぜ」（特定失踪者問題調査会）に設備を供与。これに伴い、長らくKDDIと結んでいた八俣送信所の独占使用契約を解除した。

## 送信所
送信所所在地の後の放送局名は、中継国際放送送信所の所有者。ない場合は所有者不明。中波・FMでの配信の場合、送信所所有者の後ろに明記した。日本語放送では、周波数アナウンスを行う場合に中継局を介したものであれば、所在国・都市名をアナウンスする場合があるが、時間帯によっては中継局の所在地をアナウンスせず、その放送が行われる対象大陸のみをアナウンスすることもある（例：「シンガポールを中継する東南アジア向けの…」「イギリスを中継するヨーロッパ向けの…」）。

### アジア・オセアニア

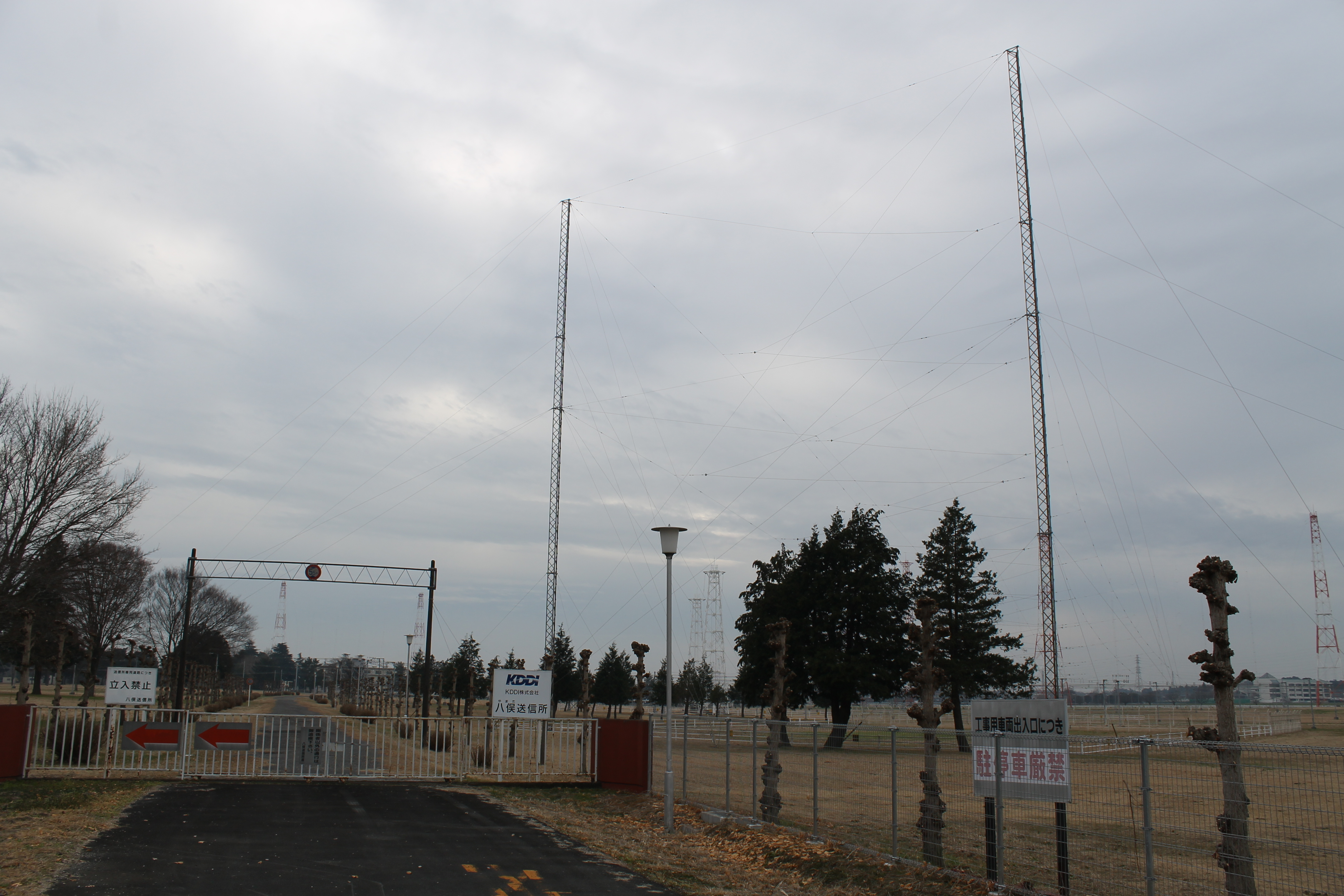
日本での送信施設であるKDDI八俣送信所

- 八俣送信所（茨城県古河市東山田字八俣 KDDIが所有しており、NHKはKDDIから借り上げている。なお、「しおかぜ」の送信開始に伴い、長らくKDDIと結んでいた独占使用契約は解除した。詳細は八俣送信所の項を参照）
- シンガポール・クランジ（英国放送協会（BBC）=イギリス放送協会中継所）
- アラブ首長国連邦・ダバヤ
- ウズベキスタン
- タジキスタン（中波）
- インドネシア・ジャカルタなど（インドネシア国営ラジオ FM）
- バングラデシュ・ダッカなど（FM）
- ヨルダン川西岸地区・ガザ地区（FM）
- イラク・バグダードなど（FM）
- インド・ニューデリーなど（FM）
- タイ王国・バンコクなど（中波・FM）
- ベトナム・ハノイなど（FM）
- アフガニスタン・カーブル、ヘラート（FM）
- ミャンマー・ネピドー、ヤンゴン（中波も実施）

### アフリカ・ヨーロッパ
- マダガスカル
- イギリス・ウーファートン送信所（BBC）
- ドイツ（ドイチェ・ヴェレ）
- フランス（RFI=ラジオ・フランス・インターナショナル）
- リトアニア（中波）
- ロシア・モスクワ（ロシアの声 中波）
- タンザニア・ダルエスサラームなど（FM）
- 南アフリカ共和国
- バチカン市国
- オーストリア

### アメリカ大陸
- アメリカ合衆国

### 過去に実施されていた送信所
- 検見川送信所（開局当初〜1934年）
- 名崎送信所（1934年〜1979年?）
- スリランカ・エカラ（スリランカ国営ラジオ）（既に中継放送は終了）
- ガボン・モヤビ（ガボン国営放送）（2007年10月で中継放送終了）
- ポルトガル・シネス（ラジオ・トランス・ヨーロッパ）（既に中継放送は終了）

1980年代にここのシネス送信所（250kW）からの中継が毎日1時間行われていた。
- カナダ・サックビル（CBC=カナダ放送協会）
- ボネール島（オランダ放送協会）
- フランス領ギアナ・モンシネリ（RFI）
- ブラジル・サンパウロ（中波）
- アルメニア（アルメニア国営放送 中波）
- アセンション島（イギリス領）（BBC中継所）
- パラオ（〜2019年）

### 送信所に関しての備考
- 1980年代後半に行われた八俣送信所の大規模改修工事の際、空中線電力の最大出力を500kWで申請していたが、送信所周辺の住宅事情等を考慮して、結局300kWに落ち着いた。改修工事が為されて今日のような送信設備に整備されるまでは、「ラジオ日本（当時の名称）は蚊の鳴くような声」と揶揄され、近隣諸国を除けば受信困難な放送局の一つだった。
- かつて、パナマに専用の送信所の建設を計画していたことがあった。パナマは北米と南米のほぼ中間に位置しているので、これらの地域での受信状態改善ができると期待されたが、結局実現に至らなかった。
- 1980年代後半に、八俣送信所周辺の地域の作業停電のため、数時間八俣送信所からの送信が全くできない日があった。この頃の八俣送信所には自家発電設備もなかったのである。
- BBCとCBC、RFIとは「交換中継（中継国際放送）」という形をとっており、これらの局に中継放送を行ってもらう代わりに、相手局も八俣送信所からアジア・オセアニアへ向けての中継送信を行っている。CBC（ラジオ・カナダ・インターナショナル）は1988年から1989年の一時期、日本語放送を八俣送信所からのアジア、オセアニア向けに中継放送を行ったことがあったが、その後中国（CRI）・韓国（KBSワールドラジオ）の中継に切り替えた。日本語以外の番組は引き続き八俣送信所からの放送を継続していたが、日本語放送自体は1991年3月に廃止、2012年には短波での国際放送そのものを全廃している[9]。またRFI、BBCの国際放送の日本中継もそれぞれ2006年10月[10]、2008年10月[11]に八俣送信中継を廃止されているが、ラジオジャパン側からの中継は廃止となったRCIを除いて継続している。

## 使用言語

### 全世界向け（ゼネラルサービス）
- 日本語
- 英語

### アジア地域向け
- 朝鮮語
- 中国語
- ヒンディー語
- ミャンマー（ビルマ）語
- ベンガル語
- インドネシア語
- タイ語
- ウルドゥー語
- ベトナム語

### 中東・アフリカ大陸向け
- アラビア語
- ペルシア語
- スワヒリ語
- 英語
- フランス語

### 中米・南米向け
- スペイン語
- ポルトガル語

### ヨーロッパ向け
- ロシア語
- 英語

## 番組一覧

### 日本語放送
大半の放送時間が国内向けラジオ第1放送（一部FM放送を含む）の同時放送とラジオ第1放送、第2放送、FM放送および地上デジタルラジオ実用化試験放送の録音番組の時差放送（FM放送の番組は国内同時放送の場合あり。主にラジオ第1放送の同時放送が国会中継（総理大臣の演説や党首討論などは除く）や放送権および電波運用面の都合で放送できないスポーツ中継が組まれている時間帯）を行っている。

#### 終了
- TOKYO通信（2004年3月終了）
- TOKYO発 きょうの日本（2008年3月終了）
- （都市名）からこんにちは（月1回の生放送）

### 外国語放送
外国語放送はNHKワールドTVの配信に軸足を置くようになってからは概ね1か国語・1回につき20-30分枠となり、平日はニュース10-15分・残りは日本語講座・音楽など、土・日曜日は「リスナーズフォーラム」（お便り紹介番組）、英語放送のみ第1日曜日（初回生放送）とその次週の土曜日（再放送）が「Living in Japan」、他の週（日曜日初回生放送・翌週土曜日再放送）は「Reading in Japan」を放送している。またこれとは別に英語放送ではNHKワールドTVの放送をそのまま（一部差し換えあり）放送する「24時間英語ラジオ」を衛星放送・アプリにて提供している。

## ラジオ第2での放送
NHKワールド・ラジオ日本の内容の一部は、国内地上波で外国語番組として放送されている。

### 外国語ニュース
1990年に試験特番として放送を開始（レギュラー化は1992年から）したNHKラジオ第1放送の『ラジオ深夜便』で、0時から3時の毎時00分から5分間程度、ゼネラルサービスのニュース番組（0時・2時は英語、1時・3時は日本語。4時は通常のNHKニュース）を数年間放送していたが、その後終了。
それに代わる形で1995年ごろから、NHKラジオ第2放送にチャンネルを移動させる形で、在日外国人向けの外国語ニュースの提供を開始。まず14時と23時から15分間ずつにゼネラルサービスの英語ニュースを同時放送するようになり、その後放送言語が追加された。英語ニュースは当初2回だったが、現在は1回のみとなった。
2022年時点で、ラジオ第2放送での外国語ニュースは、英語、スペイン語、ポルトガル語、中国語、ハングル、フランス語、インドネシア語、タイ語、ベトナム語、ロシア語の10言語で、平日各1日1回放送される。
なお、2012年3月25日実施の周波数変更に伴い、冒頭の「この時間は○○語ニュースをお伝えします」のアナウンスが一部変更され、「これから○○語ニュースをお聞きいただきます」とのコメントに引き続き、各言語の放送がインターネットでのストリーミング配信でも視聴できることと、そのURLをアナウンスするようになった。
外国語ニュースに関しては放送センターから生放送で行われているが、2024年8月に『中国語ニュース』において、尖閣諸島（沖縄県）に関する不適切発言があった不祥事を受けて、同番組に関しては同月20日から、英語を除く他の言語に関しても同月29日までに事前収録に切り替えた。また、AI（人工知能）による自動音声の導入も検討している。

#### 2022年度のラジオ第2放送で放送されているNHKワールドの外国語番組
外国語ニュース
- 平日13:00-13:15、土・日13:00-13:15 中国語（外国向け同時）
- 平日13:15-13:30、土・日13:40-13:50 朝鮮語（先行生。外国向けには同日14:00-14:15に収録して放送）
- 平日13:30-13:45、土・日14:00-14:10 英語（外国向け同時）
- 平日13:45-13:45（土・日休止） フランス語（先行生。外国向けには同日14:30-14:45に収録して放送）
- 平日14:00ｰ14:10、土・日13:40-13:50 スペイン語（外国向けに同日13:00-13:10に放送したものの収録）
- 平日14:10-14:20（土・日休止） ロシア語（外国向けに同日12:30-12:40に放送したものの収録）
- 平日18:00-18:10（土・日休止） ポルトガル語（外国向け同時）
- 平日22:30-22:40（土・日休止） ベトナム語（外国向けに同日20:00-20:10に放送したものの収録）
- 平日22:40ｰ22:50（土・日休止） インドネシア語（外国向けに同日20:15-20:30に放送した収録を10分に編集し直したもの）
- 平日22:50-23:00（土・日休止） タイ語（外国向けに同日20:30-20:45に放送した収録を10分に編集し直したもの）

その他
- 月曜日13:55-14:00 英語「Learn Japanese from the News」（外国向けに同日12:00-12:05に放送したものの収録）
- 火-金曜日13:55-14:00、土曜日23:30-23:35、日曜日23:45ｰ23:55 英語「Asian View」（外国向けに前日の18:30-18:35に放送したものの収録）
- 土・日曜日13:30-13:40 英語「やさしい日本語」（土曜日初回生放送。日曜日は前日の再放送=外国向けにも第1日曜を除く同日14:10-14:30に放送）

### その他の外国語番組
- 2008年4月から2012年3月まで、NHK名古屋放送局の要望で、ポルトガル語放送の録音番組『ポルトガル語の時間』がラジオ日本からの配給により、愛知・三重・岐阜・静岡県下のNHKラジオ第2放送で、早朝と深夜に放送された。東海地方の多くに日系ブラジル人が多く住んでいたことに配慮して行われたものである。

## その他の備考
- 外国で受信される事を目的としているので、日本国内で受信してレポートを郵送してもベリカードは原則として発行されず、広報用のポストカードが送られてくる（外国で受信した証明が出来ないのでベリの送り先を日本国内とした報告も認められない）。しかし、開局記念などの特例で期間限定で国内からのレポートに対しても確認証の発行を行うことがある。外国での受信であれば、報告者は邦人・外国人の別を問わない。一方、NHKワールドTVとNHKワールド・プレミアムのテレビ放送の受信報告書に関しては、日本国内外を問わずレポートを郵送してもベリカードの発行は行わない。
- 1957年2月1日〜1958年2月28日、1958年12月19日〜1962年2月28日の間、南極観測隊・越冬隊を支援するためにラジオ日本は航行中の観測船「宗谷」乗組員および南極昭和基地の越冬観測隊に向けて日本語試験放送を放送した。この放送は遠洋漁業を営む船でも聴取され、好評を呼んだ。

## 不祥事

### ラジオ国際放送での不規則発言
2024年8月19日、NHKワールド・ラジオ日本とラジオ第2放送の『中国語ニュース』において、尖閣諸島（沖縄県）などに関する不適切発言があった。